# Hassan Bozorg
Hassan Bozorg, appelé aussi Hassan-e Jalayir à cause de son appartenance à la dynastie mongole des Djalayir, mais aussi plus rarement Hassan-e Uljatâï parce qu’il est le petit-fils d’Uljatâï. Il fonde la dynastie des Djalayirides. Il meurt en 1356.

## Biographie

### Les origines
L’émir (ou noyan) Köke Ilge est membre de la maison aristocratique des Jalayir qui a donné de nombreux chefs militaires aux armées mongoles. Il accompagne Hülegü pendant sa campagne dans l’est de l’Asie dans les années 1250. Il fait partie des généraux qui viennent à bout des Assassins en 1256. Il participe ensuite à la conquête de Bagdad en 1258. Il dirige ensuite la reconstruction de la ville. Il participe ensuite à l'attaque contre Mayyâfâriqîn (actuellement Silvan en Turquie) qui se termine par le massacre de sa population musulmane, puis il participe à la campagne de Syrie. Il décède peu après la prise de pouvoir par Abaqa.
Aqbuqa, un des fils de Köke Ilge au service d’Abaqa, est plus tard promu « émir des émirs » par Ghaykhatou. Il est assassiné par des partisans de Baïdou qui succède à Ghaykhatou. Il a été marié à une fille d’Arghoun nommée Uljatâï qui lui donne un fils Hossein. Hossein est au service d’Oldjaïtou (Uljâïtu) et devient gouverneur de l’Arran en 1313. Il passe ensuite au service du fils d’Oldjaïtou, Abu Saïd, jusqu’à sa mort en 1322. Hassan Bozorg est son fils.

### Règne d’Abu Saïd
Hassan est promu « amir-e olus » (émir de la nation). En 1323, Hassan Bozorg épouse Bagdâd Khâtoun fille de Tchoupan. Pour éloigner sa fille d’Abu Saïd qui s’est épris d’elle, Tcoupan envoie Hassan et son épouse au Karabagh. En 1327, Tchoupan est obligé de se réfugier à Hérat pour fuir la vindicte d’Abu Saïd. Hassan Bozorg juge alors prudent de répudier Bagdâd Khâtoun, ce qui permet à Abu Saïd de l’épouser. Son hôte fait exécuter Tchoupan pour complaire à Abu Saïd, mais la récompense promise de la main de Kordotchin, veuve de Tcoupan, lui sera refusée à l’intervention de Bagdâd Khâtoun.
En 1331, Hassan Bozorg est accusé de conspirer contre Abu Saïd avec la complicité de Bagdâd Khâtoun, son ex-épouse. Il est enfermé à la forteresse de Kemah. Il est libéré l’année suivante et envoyé en Anatolie comme gouverneur. Abu Saïd meurt sans héritier en 1335.

## Succession d’Abu Saïd
Un lointain cousin d’Abu Saïd, nommé Arpâ Khan ou Arpa Ka'on descendant d'Hülegü, est désigné comme successeur. Il est rapidement intronisé le 5 décembre 1335. Arpâ Khan accuse Bagdâd Khâtûn de la mort d’Abu Saïd et d’être l’instigatrice d’une attaque de la Horde d'or contre lui. Il la fait exécuter le 16 décembre 1335. Il exécute aussi l’Injouïde Mahmud Chah. Arpa Ka'on confirme Hasan Buzurg dans ses fonctions « d’amir-e olus. » Au cours des désordres qui marquent la succession d’Abu Saïd, Hasan Buzurg combat en premier Alî Pâdchâh et ensuite les descendants de Chupan.
Delchâd Khâtûn, veuve d’Abu Saïd est alors enceinte d’un possible héritier. Par prudence, elle se réfugie à Diyarbakır auprès de son cousin et oncle d’Abu Saïd, Alî Pâdchâh. Sept mois plus tard, elle donne naissance à une fille (18 mai 1336). Alî Pâdchâh attaque Arpa Ka’on. Lors d’une bataille près de Maragha à laquelle Surgan, le dernier fils de Chupan prend part au côté d’Arpa Ka’on, celui-ci est pris et exécuté (10 avril 1336). Deux jours après, Alî Pâdchâh met sur le trône des Ilkhanides un autre fantoche Mûsâ Khan (en), petit-fils de Baïdou. Hassan Bozorg présente alors son propre candidat au trône : Mohammad Khan qu’il installe à Tabriz après avoir fait exécuter Alî Pâdchâh et mis en fuite Mûsâ Khan au cours d’une bataille confuse à Karadara (24 juillet 1336). Hassan Bozorg épouse Delchâd Khâtûn qui lui donnera trois fils et plusieurs filles.
En 1337-1338, pendant peu de temps, Hassan Bozorg est reconnu comme le maître de tout l’empire ilkhanide. Dès l’hiver 1338-1339, il est obligé de laisser l’Azerbaïdjan au tchoupanide Hasan Kûtchek et à son frère Malek Achraf.
En 1342, le Fars devient le domaine incontesté de la dynastie injouïde après des années de combats entre divers protagonistes dont les quatre fils de Mahmoud Chah Inju, plusieurs tchoupanides, Hassan Bozorg et le souverain de Yazd le mozaffaride Mubâriz ad-Dîn Muhammad.
En 1339, Hasan Kûtchek nomme son cousin Pir Hossein gouverneur du Fars. Celui-ci s’allie avec Chams ad-Dîn Mohammad Inju. Un mois après la prise de Chiraz, Pir Hossein tue son allié et prend seul le Fars. Quelques années plus tard, Pir Hossein aurait été expulsé de Chiraz par une révolte de la population. Ibn Battûta embellit cet épisode :

« L’émir Hoceïn (Pir Hossein)… fit arrêter Abou Ishâk, fils de Mohammed châh Indjoû, ses deux frères Tocn eddîn et Maç’oûd bec, et sa mère Thâch khâthoûn, et prétendit les emmener dans l’Irâk, afin qu’on les forçât de livrer les richesses de leur père. Lorsqu’ils furent arrivés au milieu du marché de Chîrâz, Thâch khâtoûn releva le voile dont elle s’était couvert le visage, de peur qu’on ne la vît dans cet état, car c’est d’ailleurs la coutume des femmes turques de ne pas se couvrir la figure. Elle appela à son aide les habitants de Chîrâz, et leur dit : « Est-ce que je serai ainsi enlevée d’au milieu de vous, ô citoyens de Chîrâz, moi qui suis une telle, femme d’un tel ? » Un charpentier, nommé Pehléwân Mahmoûd, que j’ai vu dans le marché de Chîrâz, lors de mon arrivée en cette ville, se leva et dit : « Nous ne la laisserons pas sortir de notre ville, et nous n’y consentirons pas. » Les habitants l’imitèrent dans ses discours. La populace excita du tumulte, prit les armes et tua beaucoup de soldats ; puis elle pilla les produits des tributs, et délivra la princesse et ses enfants. »

— Ibn Battûta, Op. cit. (lire en ligne), « Histoire du sultan de Chîrâz », p. 342 (.pdf).
À la fin de ce récit, Ibn Battûta commet un anachronisme puisqu’il conclut en disant que « L’émir Hoceïn … alla trouver le sultan Abou Sa’îd » alors qu’Abu Saïd est mort depuis cinq ans au moment où ces événements sont censés se dérouler. En réalité, Pir Hossein retourne retrouver à Tabriz, Hasan Kûtchek qui lui donne une armée pour reprendre Chiraz. Pir Hossein s’allie cette fois au mozaffaride Mubâriz ad-Dîn Mohammad devenu gouverneur de Yazd. Après la fuite de Pir Hossein, Massoud Chah Inju s’est installé à Chiraz. Dès l’approche de Pir Hossein, il s’enfuit et va se réfugier auprès d’Hassan Bozorg. Craignant la vengeance de Pir Hossein, la population de Chiraz s’enferme dans la ville. Deux semaines après, une négociation permet à Pir Hossein de reprendre possession de la ville paisiblement.
Bien qu’ayant épousé Hassan Bozorg, Deltchâd Khâtoûn continue à soutenir les descendants de Tchoupan. En 1347, son cousin le tchoupanide Malek Achraf mène une expédition contre Bagdad. Delchâd Khâtûn aurait alors convaincu Hassan Bozorg, qui voulait s’enfuir pour rejoindre la forteresse de Kemah, de rester défendre la ville. Ensuite lorsque les tchoupanides se retirent, elle empêche les Jalayirides de les poursuivre allant jusqu’à recevoir certains de leurs alliés.
En 1350, Malek Achraf repart en campagne, pour conquérir le Fars. Il ne dépasse pas Ispahan et doit se contenter d’une rançon et de la promesse que son nom serait cité lors de la khutba dans la grande mosquée d'Ispahan. Delchâd Khâtûn aurait été empoisonnée par son mari qui aurait suspecté des sympathies pour Malek Achraf (27 décembre 1351). Après la mort de son épouse, Hassan Bozorg fait arrêter ses partisans. Elle est enterrée à Nadjaf.
Hassan Bozorg meurt en 1356. Uways, un de ses fils nés de Delchâd Khâtûn, lui succède.